# Frankenstein (Music from the Play)
Frankenstein (Music from the Play) – ścieżka dźwiękowa skomponowana przez zespół Underworld do sztuki scenicznej Frankenstein, wyreżyserowanej przez Danny’ego Boyle’a i wystawionej po raz pierwszy na deskach Royal National Theatre w Londynie 5 lutego 2011 roku. Sztuka była adaptacją powieści Frankenstein angielskiej pisarki Mary Shelley, a czołowe role w niej kreowali Benedict Cumberbatch i Jonny Lee Miller.

## Sztuka sceniczna
W 2011 roku Danny Boyle podjął się realizacji sztuki scenicznej Frankenstein, będącej adaptacją powieści pod tym samym tytułem autorstwa angielskiej pisarki Mary Shelley. Adaptację sceniczną zrealizował angielski pisarz Nick Dear, a główne role: Potwora i Victora Frankensteina kreowali na przemian Benedict Cumberbatch i Jonny Lee Miller.

## Album

### Historia
Danny Boyle realizując sztukę Frankenstein zlecił napisanie muzyki do niej zespołowi Underworld.
Karl Hyde w wywiadzie dla BBC Radio 6 Music stwierdził, iż scenariusz sztuki zespół otrzymał w trakcie swojej w trakcie ostatniej światowej trasy koncertowej. Reżyser i zespół mieli wówczas za sobą długą historię współpracy. Po raz pierwszy spotkali się e 1996 roku, gdy Boyle wykorzystał utwór „Born Slippy. NUXX” na ścieżce dźwiękowej do swojego filmu Trainspotting. Utwór sprawił, że Underworld stał się gwiazdą. Później Karl Hyde i Rick Smith napisali wspólnie muzykę do filmu Boyle’a W stronę słońca z 2007 roku. W wywiadach obaj wspominali, że początkowo podchodzili do pracy nad sztuką studiując style muzyczne właściwe dla epoki, w której rozgrywa się jej akcja. Boyle, choć doceniał ich barokowe odkrycia, zachęcał ich do zastosowania w materiale muzycznym sztuki bardziej współczesnych dźwięków. 

Dokonaliśmy wielu badań nad muzyką tego okresu, nad gitarą barokową, nad muzyką kameralną, nad kompozytorami takimi jak Haydn i instrumentarium, które było w tamtym czasie, popularnym dla konkretnego obszaru, w którym rozgrywa się akcja sztuki. (…) Kiedy przedstawiliśmy Danny’emu nasze wczesne eksperymenty, ten powiedział, że chce czegoś bardziej współczesnego. Podobało mu się to, co zrobiliśmy, ale zachęcał nas, abyśmy byli bardziej Underworld.

### Muzyka
Ścieżka dźwiękowa Frankensteina stanowi mieszankę różnych stylów muzycznych (morskie szanty i weselne toasty, industrialne przebłyski, akcenty folku, flamenco), jako że tematem sztuki jest potwór stworzony z różnych części. Przykładem różnorodności stylowej jest już otwierający płytę 17-minutowy utwór 'Overture', będący mieszanką kluczowych momentów z partytury. Kolejne utwory (od 'Incubator' do 'Come Scientist Destroy') towarzyszą poszczególnym etapom powstawania potwora i wydarzeniom z tym związanym. 

### Wydania
Album ze ścieżką został wydany 17 marca 2011 roku w Europie jako digital download (19 plików MP3 i WAV) i 7 kwietnia jako CD.

### Lista utworów
Lista według Discogs:
| 1.  | Overture | 17:11   |
|     | |         |
| 2.  | Incubator | 1:47    |
|     | |         |
| 3.  | Industrial Revolution | 3:51    |
|     | |         |
| 4.  | Dawn Of Eden | 3:28    |
|     | |         |
| 5.  | Beggars Attack And Creature Alone | 0:58    |
|     | |         |
| 6.  | De Lacey Cottage Guitar | 0:44    |
|     | |         |
| 7.  | Not A King (Snow) | 1:55    |
|     | |         |
| 8.  | Faery Folk And Nightingale | 2:28    |
|     | |         |
| 9.  | Female Creature Dream | 3:45    |
|     | |         |
| 10. | Creature Banished And Cottagers Burn | 2:47    |
|     | |         |
| 11. | Hide And Seek, Body In A Boat | 1:43    |
|     | |         |
| 12. | The Alps | 1:43    |
|     | |         |
| 13. | Frankenstein House | 0:42    |
|     | |         |
| 14. | Sea Shanty And Croft wykonawcy – Daniel Ings, Daniel Miller, Ella Smith, Esme Smith, John Killoran, John Stahl, Josie Daxter, Lizzie Winkler, Mark Armstrong, Martin Chamberlain | 4:07    |
|     | |         |
| 15. | Bride Creature.Walk | 1:10    |
|     | |         |
| 16. | Bride Creature.Death | 1:17    |
|     | |         |
| 17. | Wedding Song And Bedroom wykonawcy – Daniel Ings, Daniel Miller, Ella Smith, Josie Daxter, Lizzie Winkler, Martin Chamberlain                                                    | 2:34    |
|     | |         |
| 18. | Arctic Wastes | 6:18    |
|     | |         |
| 19. | Come Scientist Destroy | 2:08    |
|     | |         |
|     | | 1:00:36 |
|     | |         |

## Odbiór

### Opinie krytyków
| Recenzje   | Recenzje |
| Publikacja | Ocena    |
| ---------- | -------- |
| PopMatters | 8/10     |
| RYM        | 2.54/5   |

Zdaniem Andy’ego Gilla z dziennika The Independent „muzyka Underworld do Frankensteina Danny’ego Boyle’a brzmi jak Throbbing Gristle komponujący ścieżkę dźwiękową do The Wicker Man – mgła industrialnego hałasu przerywana ozdobnikami gitarowymi flamenco i wybuchami wspólnego folkowego śpiewu”.
„O ile produkcja [sztuki] ma swoje wady, to partytura Underworld jest w dużej mierze godna uwagi” – ocenia Maria Schurr z magazynu PopMatters.
„Taneczny duet Karl Hyde – Rick Smith ożywia potwora [Frankensteina] za pomocą trzeszczącej elektroniki i dudniącego basu” – uważa Sean Michaels z dziennika The Guardian.